# 安寿 (テレビ制作会社)
株式会社安寿（あんじゅ）は、テレビ番組の制作プロダクションである。2011年10月以降、閉鎖のため制作事業は行っていない。

## 沿革
- 1991年（平成3年）3月 - 有限会社アンジュ・ド・ボーテの社名として設立。同年12月に現社名に変更。
- 1996年（平成8年）4月 - 有限会社から株式会社として商号変更。
- 2008年（平成20年）4月 - 株式会社アンジュ・ド・ボーテのテレビ番組企画制作部門だったが、持株会社制として分社化の子会社となり設立。
- 2011年（平成23年） - 南麻布から芝に本社移転。同年10月に事業閉鎖。

## 役員
- 代表取締役社長：大家正子
- 執行役員、総務・人事担当：國弘明子

## 主な番組
2013年10月以降、かかわっている番組はない。

### 過去に関わった番組
（凡例）★：厨子王に移管された番組

#### レギュラー
日本テレビ系
- WIN
- 感動山脈
- TVじゃん!!
- U・S
  - U・S改
- ザ!世界仰天ニュース ★
- ズームイン!!SUPER
- 素顔が一番!
- 素顔がイイねっ!
- 億万のココロ・愛しのマネー$伝説
  - 史上最強の億万長者!こんな金持ち見たことない
- 世界!超マネー研究所
- スポーツMAX
- だんトツ!!平成キング
- モー。たいへんでした
- スポーツうるぐす
- MOBI
- スポんちゅ
- スッキリ!!・9時台の特集
- ガールズ・ライク・マネー
- カウントダウン・ドキュメント 秒ヨミ!（中京テレビ）
- 所さんの目がテン!

TBS系
- 綺麗の天才
- 田崎真也流

フジテレビ系
- 爆笑おすピー大問題!!
- 爆笑問題☆伝説の天才
- 絶品ノーカット
- ほこ×たて ★

テレビ朝日系
- タイムショック21

テレビ東京系
- わいん大好き
- 大調査!!なるほど日本人
- お茶の間の真実〜もしかして私だけ!?〜
- 美女放談
- 経済ドキュメンタリードラマ ルビコンの決断
- 美女学
- リアルのバメン
- ハロプロ!TIME

衛星・独立放送局
- もっと温泉に行こう!（BSフジ・フジテレビワンツーネクスト）★

#### スペシャル
日本テレビ系
- 勇者のスタジアム・プロ野球好珍プレー
- 世界のプリンセス
- アンテナ22・特別版
  - テレビドラマ『告白』
  - 総理大臣小泉純一郎 歴史に残る2000日
- 報道特別ドラマ『アース・クエイク 平成18年春・東京大震災』
- DRAMA COMPLEX『プリズン・ガール』
- 第26回全国高等学校クイズ選手権
- 人生を変えた言葉物語ベスト40
- 徳光&所のスポーツえらい人グランプリ
  - 徳光&所の世界記録工場
- 奇跡の生還! 九死に一生スペシャル
- 24時間テレビ 「愛は地球を救う」
- ザ・大年表

TBS系
- プレッシャー・プレッシャー
- プロ野球好珍プレー祭り
- 真実の扉

フジテレビ系
- 爆笑問題のあみだ亭。
- 天才的トリックを暴け インポッシブル!!
- めざせ!ドラゴン桜
- 千の風になって ドラマスペシャル『実録ドラマ 死ぬんじゃない!〜宮本警部が遺したもの〜』

テレビ朝日系
- 全英オープンゴルフ
- 鶴瓶のニッポン武勇伝
- マチガイだらけのダメな街 クイズみっけタウン!
- 全国おもしろニュースグランプリ

テレビ東京系
- 大富豪!買い物バトル
- マモレ!絶滅ニンゲン
- アスリート感動劇場 〜1億の心に響く物語〜

衛星・独立放送局
- 田崎真也の「あっぱれ!食の新生記」(BS-TBS)

## 関連団体
- 株式会社アンジュ・ド・ボーテ ホールディングス（持株会社）
  - 事業団体
    - e-naスタジオ
    - 株式会社Can